# Udot
Udot (del inglés: Udot Island)
es una isla boscosa y pequeña y un municipio de la laguna de Truk, parte del estado de Chuuk, en los Estados Federados de Micronesia. La isla mide 4 por 2,6 km (2,5 a 1,6 millas) y posee una población estimada en 1774 habitantes (según los resultados del censo de 2000).